# قائمة وزراء المالية (مصر)
قائمة وزراء المالية في مصر، وزارة المالية هي إحدى الوزارات الحالية في مصر وتتبع مجلس الوزراء.
بدأ تنظيم أول وزارة للأمور المالية في مصر في عهد محمد علي باشا الذي اهتم بمالية الدولة وتنظيمها بناء على مشورة مستشاريه من الأجانب حتى يتسنى له الحصول على الأموال اللازمة في سبيل خلق مملكه له ولأسرته من بعده، ومن ثم فقد أهتم بتقسيم الحكومة إلى إدارات مختلفة وأنشأ بتتابع دواوين أو نظارات كان من بينها نظارة المالية التي كان عل رأسها محمد لاظوغلي باشا ووضع في عهده أول ميزانية بدائية إيمانا منه أن عصب الدولة في ميزانياتها، وسار على نهجه خلفاؤه فحول محمد سعيد بعض النظارات أو الدواوين إلى وزارات وأصدر في 26 فبراير 1856 مرسوما يشتمل على النظام الجديد الذي أدخله في الإدارة العامة ويتضمن أنشاء أول وزارة للمالية برئاسة الأمير مصطفى فاضل بعد أن كانت نظارة للمالية، وفي عهد الخديوى إسماعيل تولى وزارة المالية إسماعيل صديق المعروف باسم إسماعيل المفتش في الفترة من سنة 1868 إلى سنة 1876.
وفي الفترة ما قبل قيام ثورة يوليو 1952 كان تنظيم مالية الدولة يعد وفقا للأسس التي وضعها المستشارون البريطانيون بقصد خدمة مصالح الاستعمار الأجنبي وحلفاؤه، وفي 15 مارس 1958 صدر قرار جمهورى بتعديل مسمى وزارة المالية إلى وزارة الخزانة، وفي مارس 1973 صدر القرار الجمهورى رقم 49 لسنه 1973 بإدماج وزارة المالية والاقتصاد والتجارة الخارجية في وزارة واحدة حتى أبريل 1974 حيث فصلت وزارة المالية عن الاقتصاد والتجارة الخارجية وأصبح يطلق عليها وزارة المالية حتى الآن.:490:512

## دليل ألوان
- نظارة المالية
- وزارة المالية
- وزارة دولة
- وزارة المالية والاقتصاد
- وزارة للخزانة بجانب وزارة منفصلة للاقتصاد
- وزارة الاقتصاد والخزانة
- وزارة المالية والاقتصاد والتجارة الخارجية
- وزارة المالية بجانب وزارة منفصلة للاقتصاد
- وزارة التخطيط والمالية والاقتصاد
- وزارة المالية والتأمينات

## القائمة
| الترتيب                             | الناظر / الوزير | اسم الوزارة                                                                                          | الفترات (طبقاً لتشكيل الوزارة)          | الوزارة                                                                              | رئيس مجلس النظار / الوزراء                          |
| ----------------------------------- | --- | --- | -------------------------------------- | ------------------------------------------------------------------------------------ | --------------------------------------------------- |
|                                     | ريفرز ويلسون (ممثل بريطانيا طبقاً لنظام المراقبة الثنائي) | ناظر المالية                                                                                         | من: 26 سبتمبر 1878 حتى: 7 أبريل 1879   | نظارة نوبار باشا الأولى                                                              | نوبار باشا                                          |
| نظارة محمد توفيق باشا الأولى        | ريفرز ويلسون (ممثل بريطانيا طبقاً لنظام المراقبة الثنائي) | ناظر المالية                                                                                         | من: 26 سبتمبر 1878 حتى: 7 أبريل 1879   | الأمير محمد توفيق باشا                                                               |                                                     |
|                                     | إسماعيل راغب باشا | ناظر المالية                                                                                         | من: 7 أبريل 1879 حتى: 5 يوليو 1879     | نظارة محمد شريف باشا الأولى                                                          | محمد شريف باشا                                      |
|                                     | إسماعيل أيوب باشا | ناظر المالية                                                                                         | من: 5 يوليو 1879 حتى: 18 أغسطس 1879    | نظارة محمد شريف باشا الثانية                                                         | محمد شريف باشا                                      |
|                                     | علي حيدر باشا | ناظر المالية                                                                                         | من: 18 أغسطس 1879 حتى: 21 سبتمبر 1879  | نظارة محمد توفيق باشا الثانية                                                        | الخديوي توفيق                                       |
|                                     | مصطفى رياض باشا | ناظر المالية                                                                                         | من: 21 سبتمبر 1879 حتى: 10 سبتمبر 1881 | نظارة مصطفى رياض باشا الأولى                                                         | مصطفى رياض باشا                                     |
|                                     | علي حيدر باشا | ناظر المالية                                                                                         | من: 14 سبتمبر 1881 حتى: 4 فبراير 1882  | نظارة محمد شريف باشا الثالثة                                                         | محمد شريف باشا                                      |
|                                     | علي صادق باشا | ناظر المالية                                                                                         | من: 4 فبراير 1882 حتى: 26 مايو 1882    | نظارة محمود سامي البارودي باشا                                                       | محمود سامي البارودي باشا                            |
|                                     | عبد الرحمن رشدي بك | ناظر المالية                                                                                         | من: 17 يونيو 1882 حتى: 21 أغسطس 1882   | نظارة إسماعيل راغب باشا                                                              | إسماعيل راغب باشا                                   |
|                                     | علي حيدر باشا | ناظر المالية                                                                                         | من: 21 أغسطس 1882 حتى: 10 يناير 1884   | نظارة محمد شريف باشا الرابعة                                                         | محمد شريف باشا                                      |
|                                     | مصطفى فهمي باشا | ناظر المالية                                                                                         | من: 10 يناير 1884 حتى: 10 مارس 1887    | نظارة نوبار باشا الثانية                                                             | نوبار باشا                                          |
|                                     | محمد زكي باشا | ناظر المالية                                                                                         | من: 10 مارس 1887 حتى: 9 يونيو 1888     | نظارة نوبار باشا الثانية                                                             | نوبار باشا                                          |
|                                     | مصطفى رياض باشا | ناظر المالية                                                                                         | من: 9 يونيو 1888 حتى: 12 مايو 1891     | نظارة مصطفى رياض باشا الثانية                                                        | مصطفى رياض باشا                                     |
|                                     | عبد الرحمن رشدي باشا | ناظر المالية                                                                                         | من: 14 مايو 1891 حتى: 15 يناير 1893    | نظارة مصطفى فهمي باشا الأولى                                                         | مصطفى فهمي باشا                                     |
| نظارة مصطفى فهمي باشا الثانية       | عبد الرحمن رشدي باشا | ناظر المالية                                                                                         | من: 14 مايو 1891 حتى: 15 يناير 1893    |                                                                                      | مصطفى فهمي باشا                                     |
|                                     | بطرس غالي باشا | ناظر المالية                                                                                         | من: 15 يناير 1893 حتى: 15 أبريل 1894   | نظارة حسين فخري باشا                                                                 | حسين فخري باشا                                      |
| نظارة مصطفى رياض باشا الثالثة       | بطرس غالي باشا | ناظر المالية                                                                                         | من: 15 يناير 1893 حتى: 15 أبريل 1894   | مصطفى رياض باشا                                                                      |                                                     |
|                                     | أحمد مظلوم باشا | ناظر المالية                                                                                         | من: 15 أبريل 1894 حتى: 11 نوفمبر 1908  | نظارة نوبار باشا الثالثة                                                             | نوبار باشا                                          |
| نظارة مصطفى فهمي باشا الثالثة       | أحمد مظلوم باشا | ناظر المالية                                                                                         | من: 15 أبريل 1894 حتى: 11 نوفمبر 1908  | مصطفى فهمي باشا                                                                      |                                                     |
|                                     | أحمد حشمت باشا | ناظر المالية                                                                                         | من: 12 نوفمبر 1908 حتى: 21 فبراير 1910 | نظارة بطرس غالي باشا                                                                 | بطرس غالي باشا                                      |
|                                     | يوسف سابا باشا | ناظر المالية                                                                                         | من: 23 فبراير 1910 حتى: 15 أبريل 1912  | نظارة محمد سعيد باشا الأولى                                                          | محمد سعيد باشا                                      |
|                                     | أحمد حلمي باشا | ناظر المالية                                                                                         | من: 15 أبريل 1912 حتى: 20 نوفمبر 1913  | نظارة محمد سعيد باشا الأولى                                                          | محمد سعيد باشا                                      |
|                                     | سعيد ذو الفقار باشا | ناظر المالية                                                                                         | من: 20 نوفمبر 1913 حتى: 5 أبريل 1914   | نظارة محمد سعيد باشا الأولى                                                          | محمد سعيد باشا                                      |
|                                     | يوسف وهبة باشا | ناظر المالية                                                                                         | من: 5 أبريل 1914 حتى: 21 مايو 1920     | نظارة حسين رشدي باشا الأولى                                                          | حسين رشدي باشا                                      |
|                                     | يوسف وهبة باشا | وزير المالية                                                                                         | من: 5 أبريل 1914 حتى: 21 مايو 1920     | وزارة حسين رشدي باشا الثانية                                                         | حسين رشدي باشا                                      |
| وزارة حسين رشدي باشا الثالثة        | يوسف وهبة باشا | وزير المالية                                                                                         | من: 5 أبريل 1914 حتى: 21 مايو 1920     |                                                                                      | حسين رشدي باشا                                      |
| وزارة حسين رشدي باشا الرابعة        | يوسف وهبة باشا | وزير المالية                                                                                         | من: 5 أبريل 1914 حتى: 21 مايو 1920     |                                                                                      | حسين رشدي باشا                                      |
| وزارة محمد سعيد باشا الثانية        | يوسف وهبة باشا | وزير المالية                                                                                         | من: 5 أبريل 1914 حتى: 21 مايو 1920     | محمد سعيد باشا                                                                       |                                                     |
| وزارة يوسف وهبة باشا                | يوسف وهبة باشا | وزير المالية                                                                                         | من: 5 أبريل 1914 حتى: 21 مايو 1920     | يوسف وهبة باشا                                                                       |                                                     |
|                                     | محمود فخري باشا | وزير المالية                                                                                         | من: 21 مايو 1920 حتى: 16 مارس 1921     | وزارة محمد توفيق نسيم باشا الأولى                                                    | محمد توفيق نسيم باشا                                |
|                                     | إسماعيل صدقي باشا | وزير المالية                                                                                         | من: 16 مارس 1921 حتى: 29 نوفمبر 1922   | وزارة عدلي يكن باشا الأولى                                                           | عدلي يكن باشا                                       |
| وزارة عبد الخالق ثروت باشا الأولى   | إسماعيل صدقي باشا | وزير المالية                                                                                         | من: 16 مارس 1921 حتى: 29 نوفمبر 1922   | عبد الخالق ثروت باشا                                                                 |                                                     |
|                                     | يوسف سليمان باشا | وزير المالية                                                                                         | من: 30 نوفمبر 1922 حتى: 9 فبراير 1923  | وزارة محمد توفيق نسيم باشا الثانية                                                   | محمد توفيق نسيم باشا                                |
|                                     | محمد محب باشا | وزير المالية                                                                                         | من: 15 مارس 1923 حتى: 6 أغسطس 1923     | وزارة يحيى إبراهيم باشا                                                              | يحيي إبراهيم باشا                                   |
|                                     | أحمد حشمت باشا | وزير المالية                                                                                         | من: 6 أغسطس 1923 حتى: 27 يناير 1924    | وزارة يحيى إبراهيم باشا                                                              | يحيي إبراهيم باشا                                   |
|                                     | محمد توفيق نسيم باشا | وزير المالية                                                                                         | من: 28 يناير 1924 حتى: 19 نوفمبر 1924  | وزارة سعد زغلول باشا                                                                 | سعد زغلول باشا                                      |
|                                     | علي الشمسي أفندي | وزير المالية                                                                                         | من: 19 نوفمبر 1924 حتى: 24 نوفمبر 1924 | وزارة سعد زغلول باشا                                                                 | سعد زغلول باشا                                      |
|                                     | يوسف قطاوي باشا | وزير المالية                                                                                         | من: 24 نوفمبر 1924 حتى: 13 مارس 1925   | وزارة أحمد زيور باشا الأولى                                                          | أحمد زيور باشا                                      |
|                                     | يحيي إبراهيم باشا | وزير المالية                                                                                         | من: 13 مارس 1925 حتى: 7 يونيو 1926     | وزارة أحمد زيور باشا الثانية                                                         | أحمد زيور باشا                                      |
|                                     | مرقص حنا باشا | وزير المالية                                                                                         | من: 7 يونيو 1926 حتى: 21 أبريل 1927    | وزارة عدلي يكن باشا الثانية                                                          | عدلي يكن باشا                                       |
|                                     | محمد محمود باشا | وزير المالية                                                                                         | من: 25 أبريل 1927 حتى: 25 يونيو 1928   | وزارة عبد الخالق ثروت باشا الثانية                                                   | عبد الخالق ثروت باشا                                |
| وزارة مصطفى النحاس باشا الأولى      | محمد محمود باشا | وزير المالية                                                                                         | من: 25 أبريل 1927 حتى: 25 يونيو 1928   | مصطفى النحاس باشا                                                                    |                                                     |
|                                     | علي ماهر باشا | وزير المالية                                                                                         | من: 25 يونيو 1928 حتى: 2 أكتوبر 1929   | وزارة محمد محمود باشا الأولى                                                         | محمد محمود باشا                                     |
|                                     | مصطفى ماهر باشا | وزير المالية                                                                                         | من: 3 أكتوبر 1929 حتى: 1 يناير 1930    | وزارة عدلي يكن باشا الثالثة                                                          | عدلي يكن باشا                                       |
|                                     | مكرم عبيد أفندي | وزير المالية                                                                                         | من: 1 يناير 1930 حتى: 19 يونيو 1930    | وزارة مصطفى النحاس باشا الثانية                                                      | مصطفى النحاس باشا                                   |
|                                     | إسماعيل صدقي باشا | وزير المالية                                                                                         | من: 19 يونيو 1930 حتى: 27 سبتمبر 1933  | وزارة إسماعيل صدقي باشا الأولى                                                       | إسماعيل صدقي باشا                                   |
| وزارة إسماعيل صدقي باشا الثانية     | إسماعيل صدقي باشا | وزير المالية                                                                                         | من: 19 يونيو 1930 حتى: 27 سبتمبر 1933  |                                                                                      | إسماعيل صدقي باشا                                   |
|                                     | حسن صبري بك | وزير المالية                                                                                         | من: 27 سبتمبر 1933 حتى: 14 نوفمبر 1934 | وزارة عبد الفتاح يحيي باشا                                                           | عبد الفتاح يحيي باشا                                |
|                                     | أحمد عبد الوهاب باشا | وزير المالية                                                                                         | من: 14 نوفمبر 1934 حتى: 9 مايو 1936    | وزارة محمد توفيق نسيم باشا الثالثة                                                   | محمد توفيق نسيم باشا                                |
| وزارة علي ماهر باشا الأولى          | أحمد عبد الوهاب باشا | وزير المالية                                                                                         | من: 14 نوفمبر 1934 حتى: 9 مايو 1936    | علي ماهر باشا                                                                        |                                                     |
|                                     | مكرم عبيد باشا | وزير المالية                                                                                         | من: 9 مايو 1936 حتى: 30 ديسمبر 1937    | وزارة مصطفى النحاس باشا الثالثة                                                      | مصطفى النحاس باشا                                   |
|                                     | مكرم عبيد باشا | وزارة مصطفى النحاس باشا الرابعة                                                                      | من: 9 مايو 1936 حتى: 30 ديسمبر 1937    |                                                                                      | مصطفى النحاس باشا                                   |
|                                     | إسماعيل صدقي باشا | وزير دولة ويتولى وزارة المالية                                                                       | من: 30 ديسمبر 1937 حتى: 18 مايو 1938   | وزارة محمد محمود باشا الثانية                                                        | محمد محمود باشا                                     |
| وزير المالية                        | إسماعيل صدقي باشا | وزارة محمد محمود باشا الثالثة                                                                        | من: 30 ديسمبر 1937 حتى: 18 مايو 1938   |                                                                                      | محمد محمود باشا                                     |
| وزير المالية                        | | محمد محمود باشا                                                                                      | من: 18 مايو 1938 حتى: 24 يونيو 1938    | وزارة محمد محمود باشا الثالثة                                                        | محمد محمود باشا                                     |
| وزير المالية                        | | أحمد ماهر باشا                                                                                       | من: 24 يونيو 1938 حتى: 18 أغسطس 1939   | وزارة محمد محمود باشا الرابعة                                                        | محمد محمود باشا                                     |
| وزير المالية                        | | حسين سري باشا                                                                                        | من: 18 أغسطس 1939 حتى: 27 يونيو 1940   | وزارة علي ماهر باشا الثانية                                                          | علي ماهر باشا                                       |
| وزير المالية                        | | عبد الحميد سليمان باشا                                                                               | من: 27 يونيو 1940 حتى: 2 سبتمبر 1940   | وزارة حسن صبري باشا                                                                  | حسن صبري باشا                                       |
| وزير المالية                        | | محمود فهمي النقراشي باشا                                                                             | من: 2 سبتمبر 1940 حتى: 21 سبتمبر 1940  | وزارة حسن صبري باشا                                                                  | حسن صبري باشا                                       |
| وزير المالية                        | | عبد الحميد سليمان باشا                                                                               | من: 21 سبتمبر 1940 حتى: 14 نوفمبر 1940 | وزارة حسن صبري باشا                                                                  | حسن صبري باشا                                       |
| وزير المالية                        | | حسن صادق بك                                                                                          | من: 15 نوفمبر 1940 حتى: 5 ديسمبر 1940  | وزارة حسين سري باشا الأولى                                                           | حسين سري باشا                                       |
| وزير المالية                        | | عبد الحميد بدوي باشا                                                                                 | من: 5 ديسمبر 1940 حتى: 13 يناير 1942   | وزارة حسين سري باشا الأولى                                                           | حسين سري باشا                                       |
| وزير المالية                        | وزارة حسين سري باشا الثانية | عبد الحميد بدوي باشا                                                                                 | من: 5 ديسمبر 1940 حتى: 13 يناير 1942   |                                                                                      | حسين سري باشا                                       |
| وزير المالية                        | | حسين سري باشا                                                                                        | من: 13 يناير 1942 حتى: 4 فبراير 1942   | وزارة حسين سري باشا الثانية                                                          | حسين سري باشا                                       |
| وزير المالية                        | | مكرم عبيد باشا                                                                                       | من: 4 فبراير 1942 حتى: 26 مايو 1942    | وزارة مصطفى النحاس باشا الخامسة                                                      | مصطفى النحاس باشا                                   |
| وزير المالية                        | | كامل صدقي باشا                                                                                       | من: 26 مايو 1942 حتى: 2 يونيو 1943     | وزارة مصطفى النحاس باشا السادسة                                                      | مصطفى النحاس باشا                                   |
| وزير المالية                        | | أمين عثمان باشا                                                                                      | من: 2 يونيو 1943 حتى: 8 أكتوبر 1944    | وزارة مصطفى النحاس باشا السادسة                                                      | مصطفى النحاس باشا                                   |
| وزير المالية                        | | مكرم عبيد باشا                                                                                       | من: 8 أكتوبر 1944 حتى: 15 فبراير 1946  | وزارة أحمد ماهر باشا الأولى                                                          | أحمد ماهر باشا                                      |
| وزير المالية                        | وزارة أحمد ماهر باشا الثانية | مكرم عبيد باشا                                                                                       | من: 8 أكتوبر 1944 حتى: 15 فبراير 1946  |                                                                                      | أحمد ماهر باشا                                      |
| وزير المالية                        | وزارة محمود فهمي النقراشي باشا الأولى | مكرم عبيد باشا                                                                                       | من: 8 أكتوبر 1944 حتى: 15 فبراير 1946  | محمود فهمي النقراشي باشا                                                             |                                                     |
| وزير المالية                        | | إسماعيل صدقي باشا                                                                                    | من: 16 فبراير 1946 حتى: 30 يونيو 1946  | وزارة إسماعيل صدقي باشا الثالثة                                                      | إسماعيل صدقي باشا                                   |
| وزير المالية                        | | عبد الرحمن البيلي                                                                                    | من: 30 يونيو 1946 حتى: 9 ديسمبر 1946   | وزارة إسماعيل صدقي باشا الثالثة                                                      | إسماعيل صدقي باشا                                   |
| وزير المالية                        | | إبراهيم عبد الهادي باشا                                                                              | من: 9 ديسمبر 1946 حتى: 18 فبراير 1947  | وزارة محمود فهمي النقراشي باشا الثانية                                               | محمود فهمي النقراشي باشا                            |
| وزير المالية                        | | عبد المجيد علي بدر                                                                                   | من: 18 فبراير 1947 حتى: 19 نوفمبر 1947 | وزارة محمود فهمي النقراشي باشا الثانية                                               | محمود فهمي النقراشي باشا                            |
| وزير المالية                        | | محمود فهمي النقراشي باشا                                                                             | من: 19 نوفمبر 1947 حتى: 28 ديسمبر 1948 | وزارة محمود فهمي النقراشي باشا الثانية                                               | محمود فهمي النقراشي باشا                            |
| وزير المالية                        | | إبراهيم عبد الهادي باشا                                                                              | من: 28 ديسمبر 1948 حتى: 15 يناير 1949  | وزارة إبراهيم عبد الهادي باشا                                                        | إبراهيم عبد الهادي باشا                             |
| وزير المالية                        | | حسين فهمي بك                                                                                         | من: 15 يناير 1949 حتى: 3 نوفمبر 1949   | وزارة إبراهيم عبد الهادي باشا                                                        | إبراهيم عبد الهادي باشا                             |
| وزير المالية                        | وزارة حسين سري باشا الثالثة | حسين فهمي بك                                                                                         | من: 15 يناير 1949 حتى: 3 نوفمبر 1949   | حسين سري باشا                                                                        |                                                     |
| وزير المالية                        | | عبد الشافي عبد المتعال بك                                                                            | من: 3 نوفمبر 1949 حتى: 12 يناير 1950   | حسين سري باشا                                                                        | وزارة حسين سري باشا الرابعة                         |
| وزير المالية                        | | محمد زكي عبد المتعال                                                                                 | من: 12 يناير 1950 حتى: 11 نوفمبر 1950  | وزارة مصطفى النحاس باشا السابعة                                                      | مصطفى النحاس باشا                                   |
| وزير المالية                        | | محمد فؤاد سراج الدين                                                                                 | من: 11 نوفمبر 1950 حتى: 27 يناير 1952  | وزارة مصطفى النحاس باشا السابعة                                                      | مصطفى النحاس باشا                                   |
|                                     | محمد زكي عبد المتعال | وزير المالية والاقتصاد                                                                               | من: 27 يناير 1952 حتى: 2 يوليو 1952    | وزارة علي ماهر باشا الثالثة                                                          | علي ماهر باشا                                       |
| وزارة أحمد نجيب الهلالي باشا الأولى | محمد زكي عبد المتعال | وزير المالية والاقتصاد                                                                               | من: 27 يناير 1952 حتى: 2 يوليو 1952    | أحمد نجيب الهلالي باشا                                                               |                                                     |
|                                     | نجيب إبراهيم باشا | وزير المالية والاقتصاد                                                                               | من: 2 يوليو 1952 حتى: 22 يوليو 1952    | وزارة حسين سري باشا الخامسة                                                          | حسين سري باشا                                       |
|                                     | محمد زكي عبد المتعال | وزير المالية والاقتصاد                                                                               | من: 22 يوليو 1952 حتى: 23 يوليو 1952   | وزارة أحمد نجيب الهلالي باشا الثانية                                                 | أحمد نجيب الهلالي باشا                              |
|                                     | عبد الجليل العمري | وزير المالية والاقتصاد                                                                               | من: 24 يوليو 1952 حتى: 25 فبراير 1954  | وزارة علي ماهر باشا الرابعة                                                          | علي ماهر باشا                                       |
| وزارة محمد نجيب الأولى              | عبد الجليل العمري | وزير المالية والاقتصاد                                                                               | من: 24 يوليو 1952 حتى: 25 فبراير 1954  | محمد نجيب                                                                            |                                                     |
| وزارة محمد نجيب الثانية             | عبد الجليل العمري | وزير المالية والاقتصاد                                                                               | من: 24 يوليو 1952 حتى: 25 فبراير 1954  | محمد نجيب                                                                            |                                                     |
|                                     | علي الجريتلي | وزير المالية والاقتصاد                                                                               | من: 25 فبراير 1954 حتى: 8 مارس 1954    | وزارة جمال عبد الناصر الأولى                                                         | جمال عبد الناصر                                     |
|                                     | عبد الجليل العمري (وزير المالية والاقتصاد) علي الجريتلي (وزير دولة للشئون المالية والاقتصادية) | وزير المالية والاقتصاد                                                                               | من: 8 مارس 1954 حتى: 17 أبريل 1954     | وزارة محمد نجيب الثالثة                                                              | محمد نجيب                                           |
|                                     | عبد الحميد الشريف | وزير المالية والاقتصاد                                                                               | من: 17 أبريل 1954 حتى: 31 أغسطس 1954   | وزارة جمال عبد الناصر الثانية                                                        | جمال عبد الناصر                                     |
|                                     | عبد المنعم القيسوني | وزير المالية والاقتصاد                                                                               | من: 31 أغسطس 1954 حتى: 22 فبراير 1958  | وزارة جمال عبد الناصر الثانية                                                        | جمال عبد الناصر                                     |
| وزير المالية                        | عبد المنعم القيسوني | وزارة جمال عبد الناصر الثالثة                                                                        | من: 31 أغسطس 1954 حتى: 22 فبراير 1958  |                                                                                      | جمال عبد الناصر                                     |
|                                     | عبد المنعم القيسوني (وزير الاقتصاد والتجارة للإقليم المصري) حسن عباس زكي (وزير الخزانة للإقليم المصري) خليل الكلاس (وزير الاقتصاد والتجارة للإقليم السوري) فاخر الكيلاني (وزير الخزانة للإقليم السوري)      | وزير الاقتصاد والتجارة                                                                               | من: 6 مارس 1958 حتى: 7 أكتوبر 1958     | وزارة جمال عبد الناصر الرابعة                                                        | جمال عبد الناصر                                     |
|                                     | عبد المنعم القيسوني (وزير الاقتصاد بالوزارة المركزية) حسن عباس زكي (وزير الاقتصاد بالمجلس التنفيذي المصري) حسن جبارة (وزير الخزانة بالوزارة المركزية) حسن صلاح الدين (وزير الخزانة بالمجلس التنفيذي المصري) | وزير الاقتصاد - في 6 مايو 1959: ندب عبد المنعم القيسوني (وزير الاقتصاد المركزي) وزيراً مركزياً للخزانة | من: 7 أكتوبر 1958 حتى: 20 سبتمبر 1960  | وزارة نور الدين طراف (المجلس التنفيذي للإقليم المصري) وزارة جمال عبد الناصر الخامسة  | نور الدين طراف رئيس المجلس التنفيذي للإقليم المصري  |
|                                     | عبد المنعم القيسوني (وزير الاقتصاد ووزير منتدب للخزانة بالوزارة المركزية) حسن عباس زكي (وزير الاقتصاد بالمجلس التنفيذي المصري)                                                                              | وزير الاقتصاد والوزير المنتدب للخزانة                                                                | من: 20 سبتمبر 1960 حتى: 16 أغسطس 1961  | وزارة كمال الدين حسين (المجلس التنفيذي للإقليم المصري) وزارة جمال عبد الناصر السادسة | كمال الدين حسين رئيس المجلس التنفيذي للإقليم المصري |
|                                     | عبد المنعم القيسوني حسن عباس زكي أكرم ديري | وزير الاقتصاد والخزانة في 10 أكتوبر 1961 قبلت استقالة أكرم ديري                                      | من: 16 أغسطس 1961 حتى: 28 سبتمبر 1961  | وزارة جمال عبد الناصر السابعة                                                        | جمال عبد الناصر                                     |
|                                     | عبد المنعم القيسوني (وزير الاقتصاد) عبد اللطيف البغدادي (وزير الخزانة والتخطيط) | وزير الاقتصاد بجانب وزارة منفصلة للخزانة                                                             | من: 18 أكتوبر 1961 حتى: 29 سبتمبر 1962 | وزارة جمال عبد الناصر الثامنة                                                        | جمال عبد الناصر                                     |
|                                     | أحمد زندو (وزير الاقتصاد) عبد المنعم القيسوني (وزير الخزانة والتخطيط) | وزير الاقتصاد بجانب وزارة منفصلة للخزانة                                                             | من: 29 سبتمبر 1962 حتى: 25 مارس 1964   | وزارة علي صبري الأولى                                                                | علي صبري                                            |
|                                     | عبد المنعم القيسوني (وزير الاقتصاد والتجارة الخارجية ويشرف على الخزانة) نزيه أحمد ضيف (وزير الخزانة) | وزير الاقتصاد بجانب وزارة منفصلة للخزانة                                                             | من: 25 مارس 1964 حتى: 19 أغسطس 1964    | وزارة علي صبري الثانية                                                               | علي صبري                                            |
|                                     | محمد لبيب شقير (وزير الاقتصاد والتجارة الخارجية) نزيه أحمد ضيف (وزير الخزانة) | وزير الاقتصاد بجانب وزارة منفصلة للخزانة                                                             | من: 19 أغسطس 1964 حتى: 1 أكتوبر 1965   | وزارة علي صبري الثانية                                                               | علي صبري                                            |
|                                     | محمد لبيب شقير (وزير الاقتصاد والتجارة الخارجية والتخطيط) نزيه أحمد ضيف (وزير الخزانة) | | من: 1 أكتوبر 1965 حتى: 10 سبتمبر 1966  | وزارة زكريا محيي الدين                                                               | زكريا محيي الدين                                    |
|                                     | حسن عباس زكي (وزير الاقتصاد والتجارة الخارجية) نزيه أحمد ضيف (وزير الخزانة) | | من: 10 سبتمبر 1966 حتى: 20 مارس 1968   | وزارة صدقي سليمان                                                                    | محمد صدقي سليمان                                    |
| وزارة جمال عبد الناصر التاسعة       | حسن عباس زكي (وزير الاقتصاد والتجارة الخارجية) نزيه أحمد ضيف (وزير الخزانة) | جمال عبد الناصر                                                                                      | من: 10 سبتمبر 1966 حتى: 20 مارس 1968   |                                                                                      |                                                     |
|                                     | حسن عباس زكي (وزير الاقتصاد والتجارة الخارجية) عبد العزيز حجازي (وزير الخزانة) | جمال عبد الناصر                                                                                      |                                        | من: 20 مارس 1968 حتى: 18 نوفمبر 1970                                                 | وزارة جمال عبد الناصر العاشرة                       |
| وزارة محمود فوزي الأولى             | حسن عباس زكي (وزير الاقتصاد والتجارة الخارجية) عبد العزيز حجازي (وزير الخزانة) | محمود فوزي                                                                                           |                                        | من: 20 مارس 1968 حتى: 18 نوفمبر 1970                                                 |                                                     |
|                                     | محمد عبد الله مرزبان (وزير الاقتصاد والتجارة الخارجية) عبد العزيز حجازي (وزير الخزانة) | محمود فوزي                                                                                           |                                        | من: 18 نوفمبر 1970 حتى: 26 مارس 1973                                                 | وزارة محمود فوزي الثانية                            |
| وزارة محمود فوزي الثالثة            | محمد عبد الله مرزبان (وزير الاقتصاد والتجارة الخارجية) عبد العزيز حجازي (وزير الخزانة) | محمود فوزي                                                                                           |                                        | من: 18 نوفمبر 1970 حتى: 26 مارس 1973                                                 |                                                     |
| وزارة محمود فوزي الرابعة            | محمد عبد الله مرزبان (وزير الاقتصاد والتجارة الخارجية) عبد العزيز حجازي (وزير الخزانة) | محمود فوزي                                                                                           |                                        | من: 18 نوفمبر 1970 حتى: 26 مارس 1973                                                 |                                                     |
| وزارة عزيز صدقي                     | محمد عبد الله مرزبان (وزير الاقتصاد والتجارة الخارجية) عبد العزيز حجازي (وزير الخزانة) | عزيز صدقي                                                                                            |                                        | من: 18 نوفمبر 1970 حتى: 26 مارس 1973                                                 |                                                     |
|                                     | عبد العزيز حجازي | وزير المالية والاقتصاد والتجارة الخارجية                                                             | من: 27 مارس 1973 حتى: 25 أبريل 1974    | وزارة أنور السادات الأولى                                                            | محمد أنور السادات                                   |
|                                     | محمد عبد الفتاح إبراهيم | وزير المالية                                                                                         | من: 25 أبريل 1974 حتى: 25 نوفمبر 1974  | وزارة أنور السادات الثانية                                                           | محمد أنور السادات                                   |
| وزارة عبد العزيز حجازي              | محمد عبد الفتاح إبراهيم | وزير المالية                                                                                         | من: 25 أبريل 1974 حتى: 25 نوفمبر 1974  | عبد العزيز حجازي                                                                     |                                                     |
|                                     | محمد حمدي النشار | وزير المالية                                                                                         | من: 25 نوفمبر 1974 حتى: 16 أبريل 1975  | عبد العزيز حجازي                                                                     | وزارة عبد العزيز حجازي                              |
|                                     | أحمد أبو إسماعيل (وزير المالية) محمد زكي شافعي (وزير الاقتصاد والتعاون الاقتصادي) | | من: 16 أبريل 1975 حتى: 9 نوفمبر 1976   | وزارة ممدوح سالم الأولى                                                              | ممدوح سالم                                          |
| وزارة ممدوح سالم الثانية            | أحمد أبو إسماعيل (وزير المالية) محمد زكي شافعي (وزير الاقتصاد والتعاون الاقتصادي) | | من: 16 أبريل 1975 حتى: 9 نوفمبر 1976   |                                                                                      | ممدوح سالم                                          |
|                                     | محمود صلاح الدين حامد (وزير المالية) حامد عبد اللطيف السايح (وزير الاقتصاد والتعاون الاقتصادي) | | من: 9 نوفمبر 1976 حتى: 5 أكتوبر 1978   | وزارة ممدوح سالم الثالثة                                                             | ممدوح سالم                                          |
| وزارة ممدوح سالم الرابعة            | محمود صلاح الدين حامد (وزير المالية) حامد عبد اللطيف السايح (وزير الاقتصاد والتعاون الاقتصادي) | | من: 9 نوفمبر 1976 حتى: 5 أكتوبر 1978   |                                                                                      | ممدوح سالم                                          |
| وزارة ممدوح سالم الخامسة            | محمود صلاح الدين حامد (وزير المالية) حامد عبد اللطيف السايح (وزير الاقتصاد والتعاون الاقتصادي) | | من: 9 نوفمبر 1976 حتى: 5 أكتوبر 1978   |                                                                                      | ممدوح سالم                                          |
|                                     | علي لطفي (وزير المالية) حامد عبد اللطيف السايح (وزير الاقتصاد والتجارة الخارجية والتعاون الاقتصادي) | | من: 5 أكتوبر 1978 حتى: 14 مايو 1980    | وزارة مصطفى خليل الأولى                                                              | مصطفى خليل                                          |
| وزارة مصطفى خليل الثانية            | علي لطفي (وزير المالية) حامد عبد اللطيف السايح (وزير الاقتصاد والتجارة الخارجية والتعاون الاقتصادي) | | من: 5 أكتوبر 1978 حتى: 14 مايو 1980    |                                                                                      | مصطفى خليل                                          |
|                                     | عبد الرزاق عبد المجيد (وزير التخطيط والمالية والاقتصاد) في 10 يناير 1981 عين - فؤاد كمال حسين وزير دولة للمالية                                                                                             | | من: 14 مايو 1980 حتى: 6 أكتوبر 1981    | وزارة أنور السادات الثالثة                                                           | محمد أنور السادات                                   |
|                                     | عبد الرزاق عبد المجيد (وزير التخطيط والمالية والاقتصاد) فؤاد كمال حسين (وزير دولة للمالية) | | من: 6 أكتوبر 1981 حتى: 3 يناير 1982    | وزارة حسني مبارك                                                                     | محمد حسني مبارك                                     |
|                                     | محمود صلاح الدين حامد (وزير المالية) فؤاد هاشم عوض (وزير الاقتصاد والتجارة الخارجية) | | من: 3 يناير 1982 حتى: 31 أغسطس 1982    | وزارة فؤاد محيي الدين الأولى                                                         | أحمد فؤاد محيي الدين                                |
|                                     | محمود صلاح الدين حامد (وزير المالية) مصطفى كمال السعيد (وزير الاقتصاد والتجارة الخارجية) في 31 مارس 1985 قبلت استقالة مصطفى كمال السعيد وزير الاقتصاد وعين محمد سلطان أبو علي وزيراً للاقتصاد                | | من: 31 أغسطس 1982 حتى: 4 سبتمبر 1985   | وزارة فؤاد محيي الدين الثانية                                                        | أحمد فؤاد محيي الدين                                |
| وزارة كمال حسن علي                  | محمود صلاح الدين حامد (وزير المالية) مصطفى كمال السعيد (وزير الاقتصاد والتجارة الخارجية) في 31 مارس 1985 قبلت استقالة مصطفى كمال السعيد وزير الاقتصاد وعين محمد سلطان أبو علي وزيراً للاقتصاد                | كمال حسن علي                                                                                         | من: 31 أغسطس 1982 حتى: 4 سبتمبر 1985   |                                                                                      |                                                     |
|                                     | محمود صلاح الدين حامد (وزير المالية) محمد سلطان أبو علي (وزير الاقتصاد والتجارة الخارجية) | | من: 5 سبتمبر 1985 حتى: 9 نوفمبر 1986   | وزارة علي لطفي                                                                       | علي لطفي                                            |
|                                     | محمد أحمد الرزاز (وزير المالية) يسري علي مصطفى (وزير الاقتصاد والتجارة الخارجية) | | من: 11 نوفمبر 1986 حتى: 14 أكتوبر 1993 | وزارة عاطف صدقي الأولى                                                               | عاطف صدقي                                           |
| وزارة عاطف صدقي الثانية             | محمد أحمد الرزاز (وزير المالية) يسري علي مصطفى (وزير الاقتصاد والتجارة الخارجية) | | من: 11 نوفمبر 1986 حتى: 14 أكتوبر 1993 |                                                                                      | عاطف صدقي                                           |
|                                     | محمد أحمد الرزاز (وزير المالية) محمود محمد بيومي (وزير الاقتصاد والتجارة الخارجية) | | من: 14 أكتوبر 1993 حتى: 2 يناير 1996   | وزارة عاطف صدقي الثالثة                                                              | عاطف صدقي                                           |
|                                     | محيي الدين أبو بكر الغريب (وزير المالية) نوال عبد المنعم التطاوي (وزير الاقتصاد والتعاون الدولي) في 8 يوليو 1997 عين يوسف بطرس غالي وزيراً للاقتصاد                                                          | | من: 4 يناير 1996 حتى: 5 أكتوبر 1999    | وزارة كمال الجنزوري الأولى                                                           | كمال الجنزوري                                       |
|                                     | مدحت حسانين (وزير المالية) يوسف بطرس غالي (وزير الاقتصاد والتجارة الخارجية) في 21 نوفمبر 2001 ألغيت وزارة الاقتصاد                                                                                          | | من: 10 أكتوبر 1999 حتى: 9 يوليو 2004   | وزارة عاطف عبيد                                                                      | عاطف عبيد                                           |
|                                     | يوسف بطرس غالي | وزير المالية                                                                                         | من: 14 يوليو 2004 حتى: 28 يناير 2011   | وزارة أحمد نظيف الأولى                                                               | أحمد نظيف                                           |
| وزير المالية والتأمينات             | يوسف بطرس غالي | وزارة أحمد نظيف الثانية                                                                              | من: 14 يوليو 2004 حتى: 28 يناير 2011   |                                                                                      | أحمد نظيف                                           |
|                                     | سمير رضوان | وزير المالية                                                                                         | من: 31 يناير 2011 حتى: 3 مارس 2011     | وزارة أحمد شفيق                                                                      | أحمد شفيق                                           |
| من: 7 مارس 2011 حتى: 21 نوفمبر 2011 | سمير رضوان | وزير المالية                                                                                         | وزارة عصام شرف                         | عصام شرف                                                                             |                                                     |
| من: 7 مارس 2011 حتى: 21 نوفمبر 2011 | حازم الببلاوي | وزير المالية                                                                                         | وزارة عصام شرف                         | عصام شرف                                                                             |                                                     |
|                                     | ممتاز السعيد | وزير المالية                                                                                         | من: 7 ديسمبر 2011 حتى: يناير 2013      | وزارة كمال الجنزوري الثانية                                                          | كمال الجنزوري                                       |
| وزارة هشام قنديل                    | ممتاز السعيد | وزير المالية                                                                                         | من: 7 ديسمبر 2011 حتى: يناير 2013      | هشام قنديل                                                                           |                                                     |
|                                     | المرسي السيد حجازي | وزير المالية                                                                                         | من: يناير 2013 حتى: مايو 2013          | هشام قنديل                                                                           | وزارة هشام قنديل                                    |
|                                     | فياض عبد المنعم حسنين | وزير المالية                                                                                         | من: مايو 2013 حتى: 8 يوليو 2013        | هشام قنديل                                                                           | وزارة هشام قنديل                                    |
|                                     | أحمد محمود جلال | وزير المالية                                                                                         | من: 16 يوليو 2013 حتى: 24 فبراير 2014  | وزارة حازم الببلاوي                                                                  | حازم الببلاوي                                       |
|                                     | هاني قدري | وزير المالية                                                                                         | من: 1 مارس 2014 حتى: 23 مارس 2016      | وزارة إبراهيم محلب الأولى                                                            | إبراهيم محلب                                        |
| وزارة إبراهيم محلب الثانية          | هاني قدري | وزير المالية                                                                                         | من: 1 مارس 2014 حتى: 23 مارس 2016      |                                                                                      | إبراهيم محلب                                        |
| وزارة شريف إسماعيل                  | هاني قدري | وزير المالية                                                                                         | من: 1 مارس 2014 حتى: 23 مارس 2016      | شريف إسماعيل                                                                         |                                                     |
|                                     | عمرو الجارحي | وزير المالية                                                                                         | من: 23 مارس 2016 حتى: 5 يونيو 2018     | شريف إسماعيل                                                                         | وزارة شريف إسماعيل                                  |
|                                     | محمد معيط | وزير المالية                                                                                         | من: 14 يونيو 2018 حتى: 3 يونيو 2024    | وزارة مصطفى مدبولي الأولى                                                            | مصطفى مدبولي                                        |
|                                     | أحمد كجوك | وزير المالية                                                                                         | من: 3 يوليو 2024 حتى الآن              | وزارة مصطفى مدبولي الثانية                                                           | مصطفى مدبولي                                        |